# Marvel Powers United VR
Marvel Powers United VR es un videojuego de acción de realidad virtual desarrollado por Oculus Studios y Sanzaru Games, y publicado por Oculus VR para Microsoft Windows compatible con Oculus Rift. Fue lanzado el 26 de julio de 2018. Está basado en el universo de Marvel Comics. El juego fue retirado por la compañía en marzo de 2021 alegando temas de licencia, eliminando la posibilidad de poder jugarlo en modo single player por los compradores, sin dar compensación monetaria ni explicaciones, sentando un lamentable precedente para los juegos en realidad virtual y para la compañía oculus (ahora meta).

## Jugabilidad
Marvel Powers United VR es un juego de acción en primera persona cooperativo que permite tomar el rol de algún personajes como Spider-Man, Black Panther, Hulk, Rocket Raccoon, Deadpool o Captain Marvel entre otros superhéroes y luchar en diferentes entornos, y salvar el universo. Cuenta con 10 locaciones y 18 personajes jugables.

## Personajes

### Superhéroes
- Rocket Raccoon: Una criatura parecida a un mapache alienígena modificada genéticamente y mejorada cibernéticamente con una predilección por las grandes armas explosivas y las reliquias brillantes. Rocket, un mercenario convertido en héroe, es un maestro táctico y tirador de armas. Rocket tiene una variedad versátil de armas y dispositivos para cualquier ocasión. Sus confiables blasters, jet pack y bombas adhesivas colocadas estratégicamente lo convierten en una potencia diminuta y un activo invaluable para el equipo.
- Hulk: Cuando el brillante científico Bruce Banner quedó atrapado en la detonación de una bomba gamma experimental, fue intensamente irradiado, ¡lo que le dio la increíble capacidad alimentada por la ira de transformarse en Hulk! Un enorme ser de piel verde con una fuerza, durabilidad y poderes regenerativos increíbles, Hulk brinda a su equipo un gran apoyo y defensa. Con su tamaño, poder y habilidades como Thunder Clap y Seismic Pound, se encuentra al frente del equipo, saltando a la batalla para aplastar cualquier cosa en su camino.
- Captain Marvel: Carol Danvers, una consumada piloto de la Fuerza Aérea, estuvo involucrada en un accidente que la expuso a la radiación cósmica, alterando su estructura genética y convirtiéndola en una superhumana mitad Kree con poderes increíbles. Con el nombre de Capitana Marvel, es una líder natural y un gran bateador en el equipo, lanzando devastadores rayos de fotones y explosiones de energía a los enemigos en la batalla.
- Deadpool: Wade Wilson era un exagente de las fuerzas especiales que fue reclutado en el programa Arma X para experimentos genéticos. Los experimentos del programa lo imbuyeron de poderes regenerativos increíblemente acelerados que le otorgaron la inmortalidad virtual. Volviéndose al trabajo de mercenario y armado con sus cañones de mano favoritos, katanas gemelas y una boca llena de discursos motivadores, es el animador y el asesino imparable del equipo.
- Black Bolt: El rey silencioso y enigmático de los Inhumanos ejerce una fuerza inimaginablemente destructiva en su voz. Una simple palabra puede arrasar una ciudad entera. Después de someterse a un entrenamiento mental intenso y riguroso, controla su habilidad con una voluntad de acero y dirige esta energía a su Tuning Tool, que le permite realizar ataques precisos y poderosos, como Phonon Scatter y Sonic Surge.
- Crystal: Como parte de la familia real Inhumana bajo el liderazgo de Black Bolt, Crystal puede controlar los cuatro elementos principales: agua, fuego, aire y tierra. Ha dominado la manipulación de cada uno y es capaz de utilizarlos en ataques como Saetas de fuego y Zarcillos de agua o con fines defensivos como Muros de tierra y barreras. Ella aporta habilidades de apoyo únicas y poderosas al equipo.
- Thor: El hijo de Odín, el rey de Asgard, Thor es el dios nórdico del trueno y el relámpago. Maneja una de las mejores armas jamás forjadas, el poderoso y encantado martillo conocido como Mjolnir. Con Mjolnir, Thor puede desatar increíbles ataques de rayos y asestar golpes devastadores a los enemigos. Se ha convertido en el guardián de la Tierra y defenderá a la humanidad cada vez que se vea amenazada.
- Spider-Man: La picadura de una araña radiactiva le otorgó a Peter Parker increíbles poderes arácnidos. Después de perder a su amado tío Ben a manos de un ladrón, Peter, afligido por el dolor, aprendió que un gran poder también conlleva una gran responsabilidad. Usando su increíble fuerza, agilidad arácnida y poderosos disparos de telaraña de sus lanzadores de telaraña inventados por él mismo, protege a la ciudad de Nueva York como el Amazing Spider-Man.
- Doctor Strange: Impulsado por la codicia y el ego, el brillante pero insensible neurocirujano Stephen Strange se dañó gravemente las manos en un accidente automovilístico debilitante. Viajando por el mundo en busca de una cura, Strange se topó con el palacio tibetano del Anciano, un anciano hechicero que accedió a impartir su conocimiento. Dejando de lado su pasado egoísta, Strange abrazó un camino iluminado y se convirtió en el Hechicero Supremo, dedicado a usar su dominio de las artes místicas para proteger al mundo de las amenazas sobrenaturales. Empuñando poderosos hechizos como los Rayos de Balthakk y las Dagas de Denak, reúne a su equipo contra fuerzas oscuras de otro mundo.
- Star-Lord: Un testarudo aventurero intergaláctico, Peter Quill fue sacado de su hogar terrenal a una edad temprana, creciendo en el espacio exterior junto a los piratas alienígenas Ravagers. Como el intrépido Star-Lord, Quill viaja por el cosmos en busca de fortuna. Equipado con un blaster elemental de alta tecnología y una cinta mixta de música de casa, Star-Lord lidera un grupo de inadaptados improbable y heterogéneo, los Guardianes de la Galaxia, en sus intentos de hacer un poco de bien, un poco de mal, un poco de ambos.
- Storm: Habiendo vivido una vida tumultuosa llena de éxitos y dificultades, Ororo Munroe, también conocida como Storm, la ladrona huérfana, la princesa, la antigua y futura líder de los mutantes, se ha ganado el lugar que le corresponde como uno de los seres más poderosos del Universo Marvel. De su herencia ancestral, tiene la capacidad de controlar las fuerzas elementales del clima con autoridad justiciera y consecuencias devastadoras. Golpeando con relámpagos a la vanguardia enemiga o arrastrándolos a un lado con grandes ciclones, tiene el poder de cambiar el rumbo del equipo.
- Captain America: Steve Rogers, frágil de cuerpo pero fuerte de corazón, fue elegido para ser parte del experimento biológico ultrasecreto de los militares, Operación: Renacimiento durante la Segunda Guerra Mundial. Después de que le inyectaran un suero experimental, salió del tratamiento con una resistencia, fuerza y agilidad sobrehumanas: ¡el primer Súper Soldado del mundo! Con un fuerte sentido de la justicia, una voluntad indomable y un escudo de vibranio indestructible, Rogers pronto se convirtió en un símbolo viviente de la justicia, la libertad y la libertad: Captain America.
- Black Widow: Natasha Romanova es la súper espía conocida como la Black Widow. Una ex asesina de la KGB, fue entrenada desde muy joven para ser una agente letal. Ahora, como miembro de los Vengadores, ha encontrado su verdadera vocación como heroína, utilizando su conjunto de habilidades especializadas para proteger el mundo y expiar su pasado. Black Widow aporta un elemento estratégico y decisivo al equipo con sus guanteletes Widows Bite, puntería de élite y habilidades de espionaje inigualables.
- Black Phanter: A T'Challa, rey de la apartada nación africana de Wakanda, se le otorgaron los poderes del Dios Pantera, lo que le otorga una increíble fuerza, agilidad y resistencia sobrehumanas. Como Black Panther, T'Challa usa un traje avanzado impulsado por Vibranium para proteger su hogar y unirse a sus aliados cuando necesitan su ayuda.
- Wolverine: Logan, el hombre llamado Wolverine, nació con habilidades increíbles, que incluyen garras afiladas, sentidos sobrehumanos y un factor de curación regenerativo que le permite curarse a sí mismo de cualquier herida. Una organización secreta del gobierno lo secuestró e intentó crear el arma viviente perfecta uniendo el Adamantium de metal indestructible a su esqueleto. Después de escapar de sus captores, se unió a los X-Men para usar sus habilidades para proteger a los mutantes, y sus letales habilidades de combate cuerpo a cuerpo lo convierten en un miembro clave de la alineación de vanguardia de cualquier equipo.
- Iceman: Bobby Drake posee la capacidad de bajar la temperatura interna y externa de su cuerpo por debajo del punto de congelación y envolverse en un traje de hielo. Llamándose a sí mismo Iceman, es capaz de manipular la humedad en el aire a su alrededor, congelándola y luego controlándola en varias formas, tanto ofensiva como defensivamente. En la batalla, sigue una táctica de golpear y correr usando sus proyectiles Ice Shard para golpear a los enemigos a distancia y Ice Surfs en el área para mantener a los enemigos fuera de balance.
- Hawkeye: Huérfano a una edad temprana y protegido de un maestro arquero, Clint Barton es uno de los mejores tiradores del mundo. Sus habilidades de tiro con arco se han perfeccionado a través de un entrenamiento riguroso y el compromiso de nunca fallar un tiro, y su habilidad con el arco y la flecha es igual a los poderes sobrehumanos de muchos de sus compañeros de equipo y enemigos. Su Bow Shot y la combinación de Trick Shots con punta especial lo mantienen parejo en el campo de batalla con su equipo y los enemigos a los que se enfrentan.
- Gamora: Huérfana de niña cuando el resto de su especie fue aniquilada, Gamora Zen-Whoberi fue encontrada y criada por el tirano Thanos, quien la condicionó para convertirse en una guerrera sin igual. Cansada de los actos despiadados que se vio obligada a cometer en nombre de su futuro padre, Gamora luego se liberó de sus cadenas. Haciendo equipo con Star-Lord y su variopinta tripulación, "La mujer más peligrosa de la galaxia" ahora busca redimir sus crímenes pasados, poniendo en práctica sus letales habilidades de combate como miembro de los Guardianes de la Galaxia. Ya sea empuñando la espada cósmica Godslayer o un resistente bláster, ella es una fuerza de ajuste de cuentas.
- Lockjaw: Escolta y teletransportador de los Inhumanos, parece un enorme bulldog. Sirve lealmente a Black Bolt y a la familia real Inhumana; usando su habilidad para teletransportarse a sí mismo y a pasajeros seleccionados a cualquier lugar de la galaxia al que deseen ir, incluso entre dimensiones.

### Supervillanos
- Ronan the Accuser: Un fanático de los Kree nacido en Hala, el mundo natal de los Kree, Ronan se unió al Accuser Corps y rápidamente ascendió a los rangos más altos. Como el poderoso Acusador Supremo, Ronan hace cumplir las leyes de Kree y hace justicia a Kree en toda la galaxia. Él busca poder para dictar este juicio y destruirá a aquellos que se interpongan en su camino para obtenerlo.
- Loki: Adoptado por Odín, el rey de Asgard, y criado como hermano de Thor, Loki se vio tragado por los celos desenfrenados de su hermano y sus destinos. Impulsado por la avaricia y la astucia maliciosa, Loki se entrenó en magia oscura y se convirtió en uno de los hechiceros más poderosos de Asgard. Dando la espalda a la familia que lo adoptó, busca venganza contra su hermano Thor y tomar lo que siente que es el lugar que le corresponde en el trono de Asgard.
- Magneto: Conocido como "El Maestro del Magnetismo", Magneto comanda fuerzas de magnetismo y metal, manipulándolas a su voluntad. Como el joven Max Eisenhardt, experimentó atrocidades indescriptibles en los campos de concentración de la Segunda Guerra Mundial y fue testigo de primera mano de la violencia y la oscuridad que los humanos podían desatar sobre aquellos a quienes percibían como diferentes. Abrazando sus poderes, lucha por la protección y el dominio de los mutantes, a menudo a cualquier costo.
- Venom: La criatura conocida como Venom es la convergencia de dos seres que comparten un odio feroz hacia Spider-Man: el periodista descontento Eddie Brock y un simbionte alienígena rechazado. Unido y fusionado a nivel molecular, Venom posee nuevas e increíbles fuerzas y habilidades, así como el conocimiento de la verdadera identidad de Spider-Man. Lo impulsa un hambre insaciable de destruir a Spider-Man y a quienes lo siguen.
- Dormammu: El poderoso gobernante de la Dimensión Oscura, Dormammu es una entidad compuesta de pura energía mística. Siempre buscando aumentar su poder, busca mundos para conquistar e influir. Dormammu apuntó a la Tierra y, al hacerlo, fue confrontado y derrotado por Doctor Strange, el Hechicero Supremo de la Tierra y defensor contra las amenazas mágicas y místicas. Conducido a una furia loca por esta derrota, Dormammu ha jurado venganza contra Strange y sus aliados, decidido a terminar su reclamo sobre la Tierra y lo que le corresponde por derecho conquistar.
- Thanos: El Titán Loco Thanos, obsesionado con el poder y el gobierno del universo, busca la última Gema del Infinito restante que lo ha eludido hasta ahora. A través de su voluntad dominante, ha reunido una alianza profana de villanos para reclamar este premio y generar un nuevo orden en la galaxia bajo el gobierno de los Nuevos Masters of Evil.
- Ultron: Después de ser expulsado a los confines del cosmos por los Vengadores y sus aliados, se creía que Ultron había sido destruido. Sin embargo, la conciencia deshilachada de Ultron persistió y entró en contacto con una raza alienígena tecnoorgánica que lo ayudó a unificar su conciencia fragmentada de nuevo en foco y en un nuevo cuerpo mejorado. Ultron se ha centrado en la Tierra y sus poderosos héroes una vez más, pero esta vez viene preparado con nuevos poderes, habilidades y fuertes aliados.
- Madame Hydra: Surgió de las sombras, de agente durmiente a asesina y al mando de las fuerzas de Hydra. Maestra del espionaje y excelente estratega, Madame Hydra ha eliminado a todos sus adversarios con mano hábil. Ahora ella tiene la vista puesta en la dominación de la Tierra, creyendo que Hydra y The Masters of Evil traerán el verdadero orden al universo.
- Scientist Supreme: La genio líder de A.I.M., la Scientist Supreme lidera los ataques a los planetas para los Masters of Evil. Utilizando A.I.M. tecnología con el apoyo de las fuerzas terrestres de Hydra, Kree y Ultron para el poderoso Thanos, está decidida a diezmar a cualquiera que se interponga en su camino.

## Recepción
Louisa Bratt de IGN escribió: "El alto potencial de Marvel Powers United VR es derrotado a manos del supervillano conocido como repetición".